# La poesia
La poesia è un singolo della cantautrice italiana Chiamamifaro, pubblicato il 24 dicembre 2023 come quarto estratto dal secondo EP Default.

## Descrizione
Il brano, scritto dalla stessa cantautrice con Alessandro Belotti e Riccardo Zanotti, è prodotto da quest'ultimo con Marco Paganelli, in arte Paga.

## Tracce
Testi di Angelica Cristina Gori, Alessandro Belotti e Riccardo Zanotti, musiche di Angelica Cristina Gori, Marco Paganelli e Riccardo Zanotti.
1. La poesia – 3:20